# Virgem da Caridade (El Greco)
A Virgem da Caridade (em espanhol - La Virgen de la Caridad) é uma pintura de 1597-1603 de El Greco. Fez parte de uma encomenda para pintar cinco obras para o retábulo do altar-mor do Santuario de Nuestra Señora de la Caridad na cidade espanhola de Illescas, Toledo, obtida através da mediação de seu filho Jorge Manuel Theotocópuli. Ele ainda está pendurado no Santuario. Três das outras obras ainda estão penduradas na igreja (Coroação da Virgem, Natividade e Anunciação), enquanto a quinta está agora no Museu Nacional de Arte da Romênia (Casamento da Virgem).